# Pomnik świętego Jana Nepomucena we Włocławku
Pomnik świętego Jana Nepomucena – pomnik, który znajdował się we Włocławku, na placu im. Mikołaja Kopernika w pobliżu bazyliki katedralnej Wniebowzięcia Najświętszej Maryi Panny we Włocławku. Zburzony podczas II wojny światowej, był to najstarszy z włocławskich pomników.

## Historia
Nie jest znana dokładna data jego powstania, prawdopodobnie powstał w pierwszej połowie XVIII wieku, niedługo po tym jak papież Benedykt VIII wyniósł Jana Nepomucena na ołtarze w 1729. Pierwsza wzmianka historyczna z nim związana wspomina, że w 1770 kanonik Grzegorz Strzelecki ufundował nową tablicę w miejsce znajdującej się tam wcześniej, zniszczonej przez czas.
Jak inne włocławskie pomniki, także i ten został w 1940 zburzony przez Niemców.
11 maja 1996, niedaleko miejsca, w którym znajdował się pomnik Jana Nepomucena, odsłonięto pomnik poświęcony prymasowi Stefanowi Wyszyńskiemu.

## Projekt i wymowa
Znajdująca się na cokole figura przedstawiała świętego w stroju kapłańskim, z palmą męczeństwa i palcem na ustach, będących symbolem dochowania tajemnicy spowiedzi. Na ostatnim zachowanym zdjęciu pomnika widać, że stał on na ceglanej podmurówce, otoczony metalową balustradą. Kult świętego był bardzo popularny w mieście, m.in. w związku z tym, że św. Jan Nepomucen był czczony jako chroniący od powodzi, te zaś w tamtych czasach były w mieście dość częste, czego dowodem są specjalne cegły, wmurowane w ściany kościoła św. Jana Chrzciciela.